# Johann Lossius (Generalquartiermeister)
Johann Lossius oder Johann Losse war im Dreißigjährigen Krieg 1637 bis 1640 Generalquartiermeister in Westfalen bzw. ab 1642 Generalproviantmeister in schwedischen Diensten.